# Eugenio Recuenco

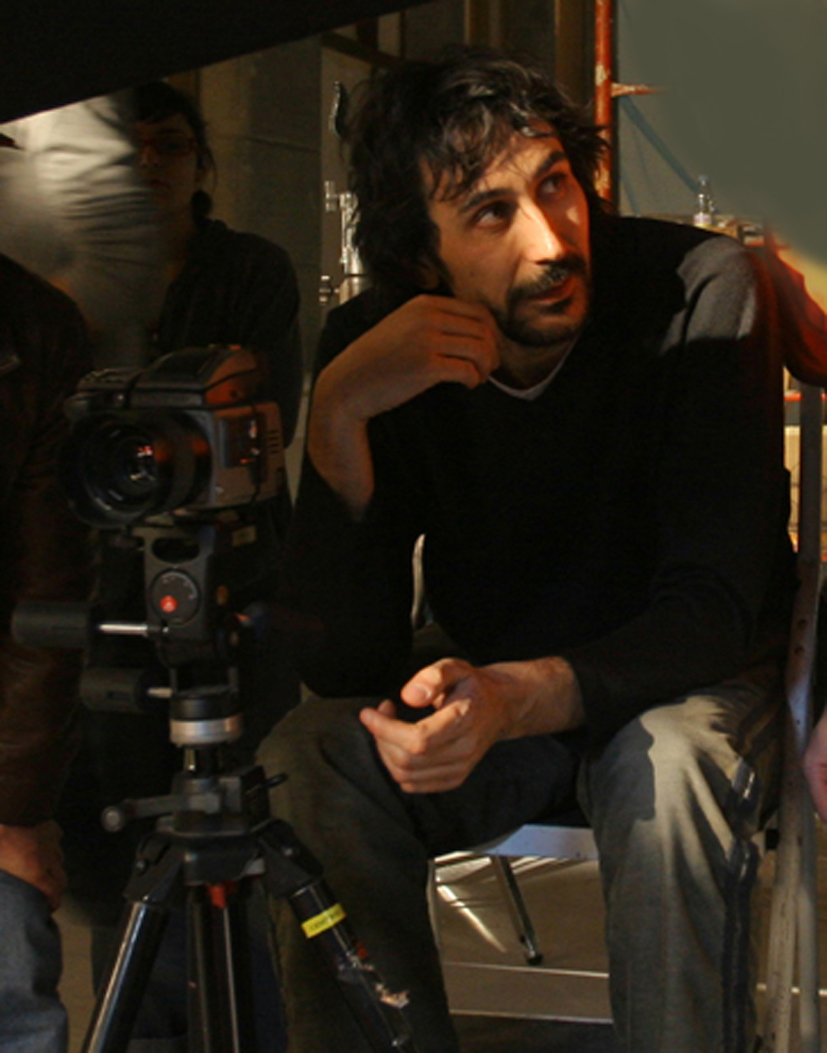
Umělec v roce 2011

Eugenio Recuenco (* 8. května 1968, Madrid) je španělský fotograf pocházející z Madridu, který pracuje převážně v oblasti publikování a reklamy. Ve srovnání s ostatními byl jeho osobní styl označován jako „kinematografický“ a „piktorialistický“.  Jeho práce byla publikována v časopisech jako Vogue, Madame Figaro nebo Twill.
Je také jedním ze dvou režisérů Rammsteinova videoklipu k Mein Herz brennt; druhým ředitelem byl Zoran Bihać.

## Životopis
Eugenio Recuenco se narodil v Madridu v květnu 1968. Vystudoval výtvarné umění na Univerzitě Complutense v Madridu, obor malba. V počátečních fázích své kariéry se specializoval na velkoformátové obrazy, ale brzy přešel k fotografii. Brzy začal fotografovat pro různé módní časopisy, nejprve ve Španělsku a později v Paříži, kam se obvykle odstěhoval a kde trávil delší dobu. Publikoval například ve Vogue Spain, Madame Figaro, Wad, Vogue UK, Spoon, Planet, Vanity Fair, Stern, Numero, Kult, GO nebo Zink.
Právě v Paříži zrealizoval svou první reklamní práci pro Boucherona. Od té doby ho vyzvalo mnoho značek, aby pro ně pracoval: Nina Ricci, Diesel, Shanghai Tang, Yves Saint Laurent, Sony, PlayStation, Custo, Le Bon Marché, BSI Lugano, Pernod Ricard, Canal +, Barceló Hoteles, Puy, De Fou, Dry Martini nebo Naf Naf.
V roce 2007 byl pozván, aby vytvořil kalendář Lavazza, a ze Spojených států mu zavolali, aby spolu s Ericem Doverem provedl scénografii a nastudování opery „Les Huguenots“ v The Fisher Center v New Yorku.
Opět se vrátil do Paříže, kde dělal svou první reklamu, tentokrát pro Ninu Ricci (Nina). Tato zbrusu nová cesta rychle pokračovala s dalšími značkami, jako jsou Loewe, Freixenet, Mango, Codorniú, Chivas Regal, Regione Campania, Vanderbilt, Motorola, Huawei, Bvlgary, Jean Paul Gaultier, El Corte Inglés, Nextel nebo Palacio Del Hierro.
V roce 2008 získalo jeho video „Esencia de una Sedución“ cenu v kategorii nejoblíbenější film roku ve Španělsku a cenu za nejlepší krátký film na Mezinárodním filmovém týdnu v Mexico City. Od té doby pokračuje v tvorbě krátkých filmů a videoklipů jako „Mein Herz Brennt“ pro Rammstein.
Ačkoli své fotografie již vystavoval v Reina Sofía National Art Museum v Madridu, na BAC (Barcelona Contemporary Art), Naardeen Photo Festival, FEM (Madrid Edition Festival), Les Rencontres de Arles, PhotoEspaña, Art Toronto 2007 nebo v knihovně Státní příslušník Španělska; Je to opět Paříž, kde uspořádal svou první samostatnou výstavu „Sueño y Tempestad“ v galerii Bertin-Toublanc.
V roce 2004 mu byla udělena Národní fotografická cena ABC za sérii Concepción, Parto, Juegos y Educación; v roce 2009 získal zlato a bronz na festivalu Sol a v letech 2005 a 2013 zlaté lvy se svými fotografiemi na festivalu Cannes Lions.
V roce 2011 byly jeho filmy „88:88“ a „Desire“ uvedeny v oficiální sekci na ASVOFF, Fashion Film Festival na CaixaForum v Barceloně.
V roce 2012 byl jeho film „Čistá krása“ přítomen také v oficiální sekci Mezinárodního festivalu módy v San Francisku a opět spolupracuje v kalendáři Lavazza 2012.
V roce 2013 mu právě TeNeues zavolal, aby vytvořil svou první samostatnou knihu „REVUE“, jejíž uvedení na trh proběhlo současně se samostatnou výstavou v galerii Camera Work v Berlíně v září 2013.
Ve stejném roce byly jeho filmy „Čistá krása“ a „Aire“ uvedeny v oficiální sekci festivalu Montreal Fashion Week 2013.
Rok 2013 uzavřel oceněním za fotografii „Malý princ 2013“ v „Cannes“ Zlatým lvem za nejlepší fotografii; se zlatem za nejlepší fotografii a nejlepší umělecký počin v „El Ojo de Iberoámerica“; s bronzovým sluncem na „Sol“ Iberoamerickém festivalu reklamní komunikace; a ještě jedním bronzem na Iberoamerickém reklamním festivalu „FIAP“.
V roce 2014 byly jeho filmy „88:88“ a „Desire“ vystaveny v sále FIT Museum v New Yorku v díle nazvaném „Narrations“ v rámci konference „Hispanic-American Fashion Culture“ pořádané institutem Cervantes z New Yorku.
Muzeum Kunst Halle Rostcok, Německo, uspořádalo retrospektivu jeho děl v září téhož roku. Jeho práce byla také přítomna ve Fotografisce ve Stockholmu. V říjnu letošního roku se zúčastnil výstavy, která připomíná 20. výročí módního časopisu Gentlemen's Quarterly „Man in Progress“.
V roce 2015 se zúčastnil 25. výročí založení Deichtorhallem Hamburg (Německo) se třemi snímky inspirovanými dílem velkého umělce, který dal název výstavě „PICASSO v současném umění“ vystavené také na konci roku v Ohiu (Spojené státy) ve Wexnerově centru umění.
Na konci roku 2015 byl pozván ke spolupráci na „Distinction“ retrospektivě módní fotografie pro Museu del Disseny v Barceloně.
V roce 2016 vystavilo FIT Museum v New Yorku „Fairy Tale Fashion“ včetně 3 děl ze stejné série, které byly zařazeny do knihy se stejným názvem, a která shrnuje všechna díla vystavená na výstavě.
V roce 2016 dokončil krátký film jako režisér filmu „Manuscrit Trouvé Dans L'Oubli“ podle knihy Alberta Méndeze „Los Girasoles Ciegos“ s řadou ocenění na různých mezinárodních filmových festivalech.
V září 2016 byl součástí skupinové výstavy v CWC Gallery v Berlíně pod názvem „Nejnovější nálezy“ s jeho nejnovějšími díly ze série Gentifrications a Nocturnals.
Společnost Recuenco věnovala téměř 8 let (2010–2018) osobnímu fotografickému projektu s názvem 365º, který se skládá ze tří set šedesáti devíti fotografií, jedné pro každý den v roce. S 369 obrázky, 8 lety práce, 120 modely, týmem 300 lidí a jedinečnou vizí Recuenco se tento projekt vydal na cestu posledních 50 let naší doby, je odrazem našich ctností a nedokonalostí společnosti a jednotlivce a procházkou vzpomínkami na výjimečného umělce. Celý projekt probíhal ve stejném prostoru. Velmi ambiciózní projekt, vystavený poprvé v plném rozsahu a jako instalace v CEART, Tomás y Valiente Art Center ve Fuenlabradě v Madridu v roce 2018.
Výstava „365º“ byla v nadační místnosti VITAL, ve Vitorii, v galerii Camera Work v Berlíně a v dalších městech, jako je Šanghaj, Paříž nebo Taipei.
Jeho další fotografický projekt „Tisíc a jedna noc“, na kterém v současné době (2020) pracuje, si klade za cíl být dosud jeho největším.
V současné době (2020) tráví čas za kamerou a nadále režíruje spoty a videoklipy pro různé značky a osobnosti.